# Госпођа министарка (филм из 1958)
Госпођа министарка је југословенски филм из 1958. године. Режирао га је Жорж Скригин, а сценарио је написан по истоименој комедији Бранислава Нушића.

## Улоге
| Глумац                | Улога Искошени текст                          |
| --------------------- | --------------------------------------------- |
| Марица Поповић        | Живка Поповић                                 |
| Северин Бијелић       | Чеда Урошевић                                 |
| Милена Дапчевић       | Дара                                          |
| Јован Гец             | Ујка Васа                                     |
| Мирко Милисављевић    | Господин Нинковић                             |
| Драгица Новаковић     | Тетка Даца                                    |
| Љубиша Јовановић      | Сима Поповић                                  |
| Петар Спајић Суљо     | Теча Панта                                    |
| Милорад Миша Волић    | Пера, писар                                   |
| Сима Илић             | сељак                                         |
| Богосава Никшић       | учитељица енглеског језика                    |
| С. Маловић            | Рака                                          |
| Павле Минчић          | Миле, теча Пантин син                         |
| Анка Врбанић          | тетка Савка                                   |
| Ана Красојевић        | Соја                                          |
| Стеван Миња           | Риста Тодоровић                               |
| Мија Алексић          | Пера Каленић                                  |
| Драгољуб Милосављевић | Службеник у министарству                      |
| Мирјана Коџић         | Госпођа Ната                                  |
| Дарa Чаленић          | Анка                                          |
| Зоран Лонгиновић      | Јова поп-Арсин                                |
| Василије Пантелић     | енглески конзул                               |
| Каја Игњатовић        | Ката, Васина жена                             |
| Бранка Митић          | шнајдерка                                     |
| Радослав Павловић     | жандарм                                       |
| Бранислав Јеринић     | министар унутрашњих послова                   |
| Слободан Стојановић   | фотограф                                      |
| Ђокица Милаковић      | човек који игра карте                         |
| Салко Репак           | уредник редакције                             |
| Богољуб Динић         | Секретар господина Нинковића (као Боба Динић) |
| Владимир Медар        |                                               |
| Влада Петрић          |                                               |
| Бранко Ђорђевић       |                                               |
| Невенка Микулић       |                                               |
| Вука Костић           |                                               |
| Анка Врбанић          |                                               |
| Радомир Поповић       |                                               |
| Предраг Милинковић    |                                               |

Комплетна филмска екипа  ▼
| Редитељ                   | Здравко Шотра        |                         |
| Сценариста                | Бранислав Нушић      |                         |
| Продуцент                 | Зоран Милатовић      | продуцент               |
| Композитор                | Душан Каруовић       |                         |
| Директор фотографије      | Бранислав Кузмановић |                         |
| Монтажер                  | Петар Путниковић     |                         |
| Сценограф                 | Марина Милин         |                         |
| Уметнички директор        | Милош Павловић       |                         |
| Декоратер сцене           | Зоран Бежановић      |                         |
| Декоратер сцене           | Илија Спасеновић     |                         |
| Костимограф               | Борис Чакширан       |                         |
| Одсек за шминку           | Видосава Биро        | шминкерка               |
| Одсек за шминку           | Ратко Ристић         | шминкер                 |
| Менаџер продукције        | Витомир Адамовић     | вођа снимања            |
| Менаџер продукције        | Марија Берета        | вођа снимања            |
| Менаџер продукције        | Душан Калмић         | директор филма          |
| Менаџер продукције        | Катарина Петровић    | вођа снимања            |
| Помоћник режије           | Борис Бан            | други помоћник редитеља |
| Помоћник режије           | Миодраг Станишић     | први помоћник редитеља  |
| Уметнички одсек           | Жика Милошевић       | сценски реквизитер      |
| Уметнички одсек           | Милан Радановић      | набавни реквизитер      |
| Уметнички одсек           | Миливоје Ресетар     | набавни реквизитер      |
| Одсек за звук             | Јово Џабић           | микроман                |
| Одсек за звук             | Михаило Џабић        | микроман                |
| Одсек за звук             | Душан Станчевић      | тон мајстор             |
| Одсек за камеру и расвету | Бранко Буњичевић     | сниматељ                |
| Одсек за камеру и расвету | Ненад Цветковић      | вођа расвете            |
| Одсек за камеру и расвету | Дејан Филиповић      | техничар за осветљење   |
| Одсек за камеру и расвету | Велибор Крстић       | сниматељ                |
| Одсек за камеру и расвету | Мирослав Милановић   | пратилац камере         |
| Одсек за камеру и расвету | Коста Наумовић       | пратилац камере         |
| Одсек за камеру и расвету | Милан Полимац        | Шеф расвете             |
| Одсек за камеру и расвету | Бојан Ракић          | пратилац камере         |
| Одсек за камеру и расвету | Србислав Спасојевић  | техничар за осветљење   |
| Одсек за камеру и расвету | Миодраг Стојановић   | техничар за осветљење   |
| Одсек за костим           | Лидија Станковић     | асистент костимографа   |
| Одсек за костим           | Мирка Тодоровић      | гардеробер              |
| Одсек за костим           | Вукашин Томовић      | гардеробер              |
| Одсек за монтажу          | Ђорђе Ђокиц          | видео миксер            |
| Остала екипа              | Оливера Домановић    | секретар продукције     |
| Остала екипа              | Јован Милушић        | финансијски организатор |
| Остала екипа              | Нада Петернек        | секретар режије         |